# Coppa Nordamericana di skeleton 2019
La Coppa Nordamericana di skeleton 2019 è stata la diciannovesima edizione del circuito continentale nordamericano di skeleton, manifestazione organizzata dalla Federazione Internazionale di Bob e Skeleton; è iniziata il 7 novembre 2018 a Whistler, in Canada, e si è conclusa l'11 gennaio 2019 a Calgary, sempre in Canada. Vennero disputate sedici gare: otto per le donne e altrettante per gli uomini in quattro differenti località.
Vincitori dei trofei, conferiti agli atleti classificatisi per primi nel circuito, sono stati la statunitense Kelly Curtis nel singolo femminile e il connazionale Andrew Blaser in quello maschile.

## Calendario
| Località    | Data                        | Donne | Uomini |
| ----------- | --------------------------- | ----- | ------ |
| Whistler    | 7-8 novembre 2018           | ●●    | ●●     |
| Park City   | 19-20 novembre 2018         | ●●    | ●●     |
| Lake Placid | 30 gennaio-1º febbraio 2019 | ●●    | ●●     |
| Calgary     | 10-11 gennaio 2019          | ●●    | ●●     |
| Totale      | Totale                      | 8     | 8      |

## Risultati

### Donne
| Data             | Località    | Prime classificate            | Seconde classificate          | Terze classificate          |
| ---------------- | ----------- | ----------------------------- | ----------------------------- | --------------------------- |
| 7 novembre 2018  | Whistler    | Julija Kanakina Russia        | Savannah Graybill Stati Uniti | Lanette Prediger Canada     |
| 8 novembre 2018  | Whistler    | Kendall Wesenberg Stati Uniti | Savannah Graybill Stati Uniti | Lanette Prediger Canada     |
| 19 novembre 2018 | Park City   | Leslie Stratton Svezia        | Kelly Curtis Stati Uniti      | Sara Roderick Stati Uniti   |
| 20 novembre 2018 | Park City   | Kelly Curtis Stati Uniti      | Leslie Stratton Svezia        | Michelle Toukan Stati Uniti |
| 30 novembre 2018 | Lake Placid | Sara Roderick Stati Uniti     | Michelle Toukan Stati Uniti   | Leslie Stratton Svezia      |
| 1º dicembre 2018 | Lake Placid | Sara Roderick Stati Uniti     | Michelle Toukan Stati Uniti   | Kelly Curtis Stati Uniti    |
| 10 gennaio 2019  | Calgary     | Ashleigh Pittaway Regno Unito | Kelly Curtis Stati Uniti      | Madison Charney Canada      |
| 11 gennaio 2019  | Calgary     | Kelly Curtis Stati Uniti      | Madison Charney Canada        | Lanette Prediger Canada     |

### Uomini
| Data             | Località    | Primi classificati           | Secondi classificati            | Terzi classificati              |
| ---------------- | ----------- | ---------------------------- | ------------------------------- | ------------------------------- |
| 7 novembre 2018  | Whistler    | Geng Wenqiang Cina           | Vladyslav Heraskevyč Ucraina    | Greg West Stati Uniti           |
| 8 novembre 2018  | Whistler    | Vladyslav Heraskevyč Ucraina | Yan Wengang Cina                | Austin Florian Stati Uniti      |
| 19 novembre 2018 | Park City   | Andrew Blaser Stati Uniti    | Nicholas Timmings Nuova Zelanda | Aaron Victorian Canada          |
| 20 novembre 2018 | Park City   | Andrew Blaser Stati Uniti    | Max Delance Stati Uniti         | Nicholas Timmings Nuova Zelanda |
| 30 novembre 2018 | Lake Placid | Andrew Blaser Stati Uniti    | Nicholas Timmings Nuova Zelanda | Max Delance Stati Uniti         |
| 1º dicembre 2018 | Lake Placid | Andrew Blaser Stati Uniti    | Blake Enzie Canada              | Nicholas Timmings Nuova Zelanda |
| 10 gennaio 2019  | Calgary     | Craig Thompson Regno Unito   | Kim Ji-soo Corea del Sud        | Mark Lynch Canada               |
| 11 gennaio 2019  | Calgary     | Kim Ji-soo Corea del Sud     | Yin Zheng Cina                  | Craig Thompson Regno Unito      |

## Classifiche

### Donne
| Pos. | Atleta                | Nazione     | WHI-1 | WHI-2 | PKC-1 | PKC-2 | LAK-1 | LAK-2 | CAL-1 | CAL-2 | Punti |
| ---- | --------------------- | ----------- | ----- | ----- | ----- | ----- | ----- | ----- | ----- | ----- | ----- |
| 1    | Kelly Curtis          | Stati Uniti | 8     | 9     | 2     | 1     | 6     | 3     | 2     | 1     | 445   |
| 2    | Leslie Stratton       | Svezia      | 9     | 7     | 1     | 2     | 3     | 4     | 11    | 12    | 375   |
| 3    | Sara Roderick         | Stati Uniti | -     | -     | 3     | 5     | 1     | 1     | 7     | 10    | 320   |
| 4    | Michelle Toukan       | Stati Uniti | -     | -     | 4     | 3     | 2     | 2     | 10    | 6     | 307   |
| 5    | Janelle Khan-Nielsen  | Canada      | 17    | 13    | 7     | 7     | 7     | 8     | 16    | 16    | 234   |
| 6    | Nicole Rocha Silveira | Brasile     | 18    | 15    | 8     | 9     | 8     | 7     | 15    | 17    | 222   |
| 7    | Lanette Prediger      | Canada      | 3     | 3     | -     | -     | -     | -     | 4     | 3     | 215   |
| 8    | Madison Charney       | Canada      | 6     | 5     | -     | -     | -     | -     | 3     | 2     | 205   |
| 9    | Jaclyn LaBerge        | Canada      | 4     | 4     | -     | -     | -     | -     | 5     | 8     | 181   |
| 10   | Audra Segree          | Giamaica    | 19    | 16    | 9     | 10    | 9     | 10    | -     | -     | 166   |

### Bob a due uomini
| Pos. | Atleta            | Nazione       | WHI-1 | WHI-2 | PKC-1 | PKC-2 | LAK-1 | LAK-2 | CAL-1 | CAL-2 | Punti |
| ---- | ----------------- | ------------- | ----- | ----- | ----- | ----- | ----- | ----- | ----- | ----- | ----- |
| 1    | Andrew Blaser     | Stati Uniti   | 12    | 10    | 1     | 1     | 1     | 1     | 4     | 4     | 460   |
| 2    | Nicholas Timmings | Nuova Zelanda | 13    | 11    | 2     | 3     | 2     | 3     | -     | -     | 296   |
| 3    | Blake Enzie       | Canada        | -     | -     | 7     | 7     | 4     | 2     | 7     | 8     | 265   |
| 4    | Max Delance       | Stati Uniti   | -     | -     | 4     | 2     | 3     | 7     | 16    | 17    | 246   |
| 5    | Aaron Victorian   | Canada        | 19    | 16    | 3     | 4     | 5     | 4     | 7     | -     | 234   |
| 6    | Joel Seligstein   | Israele       | 14    | 15    | 10    | 11    | 7     | 8     | 19    | 21    | 206   |
| 7    | Daniel Barefoot   | Stati Uniti   | -     | -     | 12    | 12    | 6     | 5     | 13    | 11    | 197   |
| 8    | Chris Strup       | Stati Uniti   | -     | -     | 6     | 9     | 12    | 6     | 17    | 14    | 184   |
| 9    | Brendan Doyle     | Irlanda       | 18    | 13    | 8     | 6     | -     | -     | 12    | 15    | 168   |
| 10   | Mark Lynch        | Canada        | 11    | 7     | -     | -     | -     | -     | 3     | 6     | 163   |